# Mahenovo divadlo
Mahenovo divadlo je divadelní budova v Brně na Malinovského náměstí, součást Národního divadla Brno. Je chráněna jako kulturní památka České republiky.

## Historie

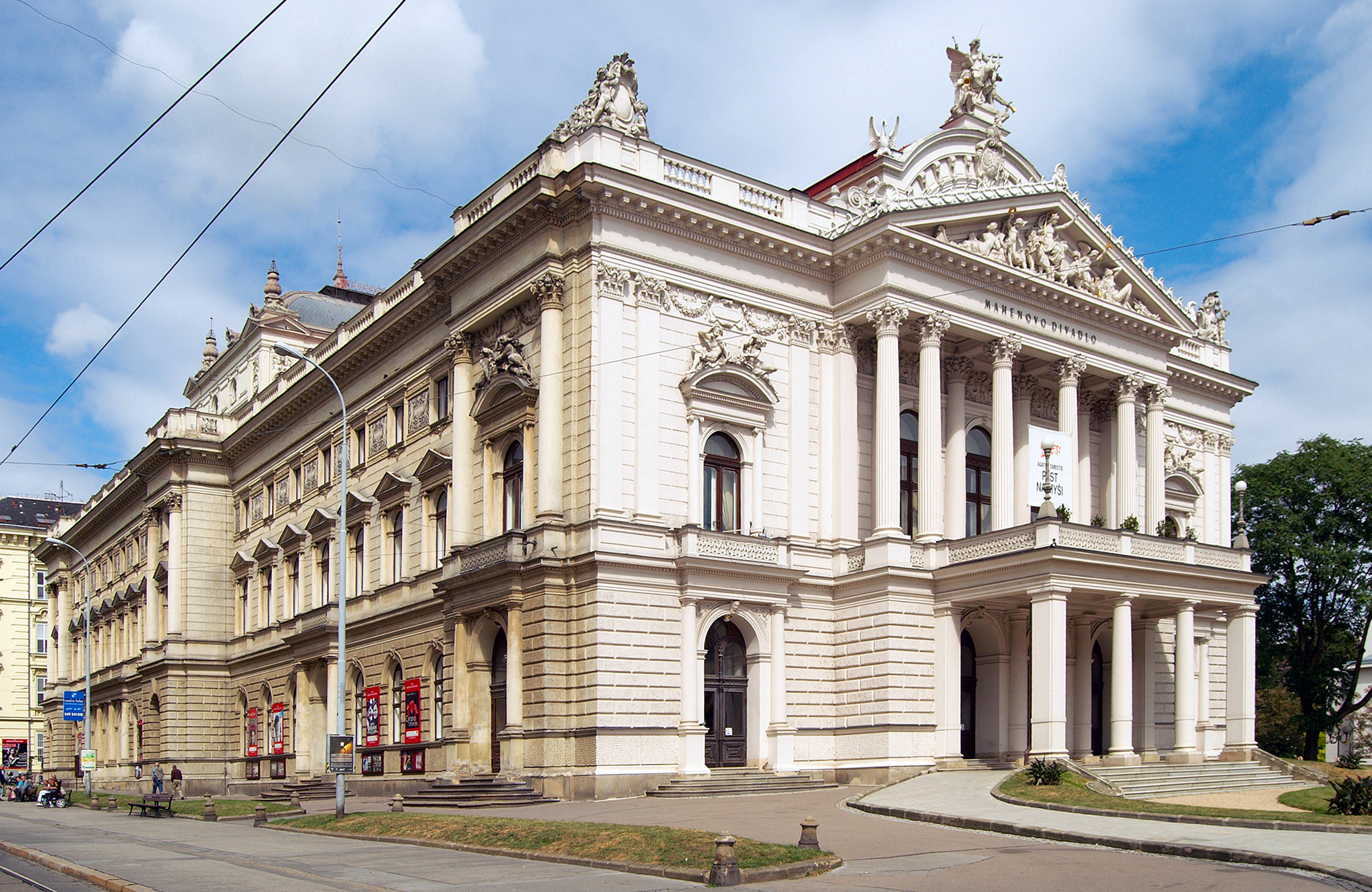
Mahenovo divadlo

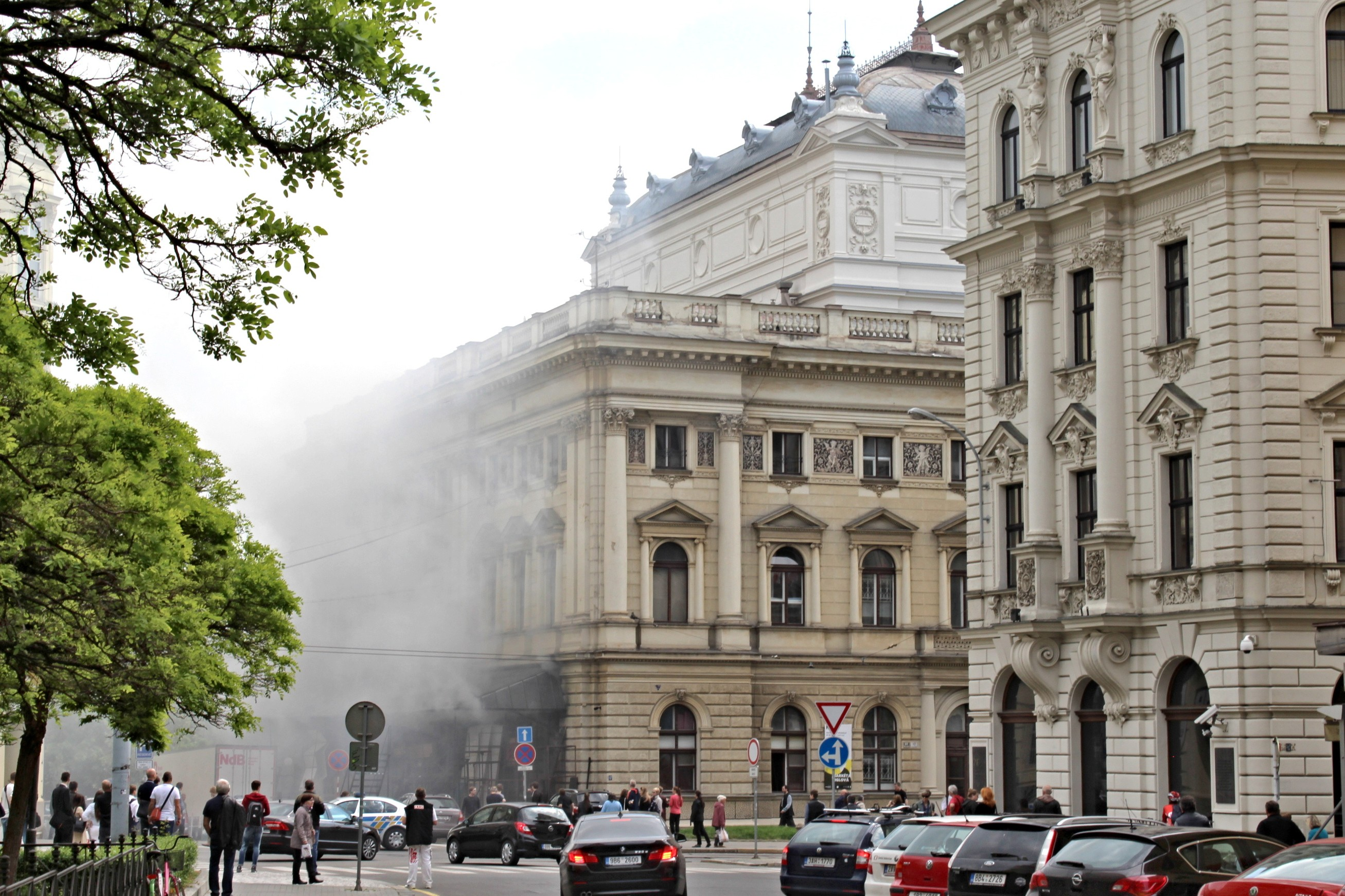
Požár Mahenova divadla (20. května 2016)

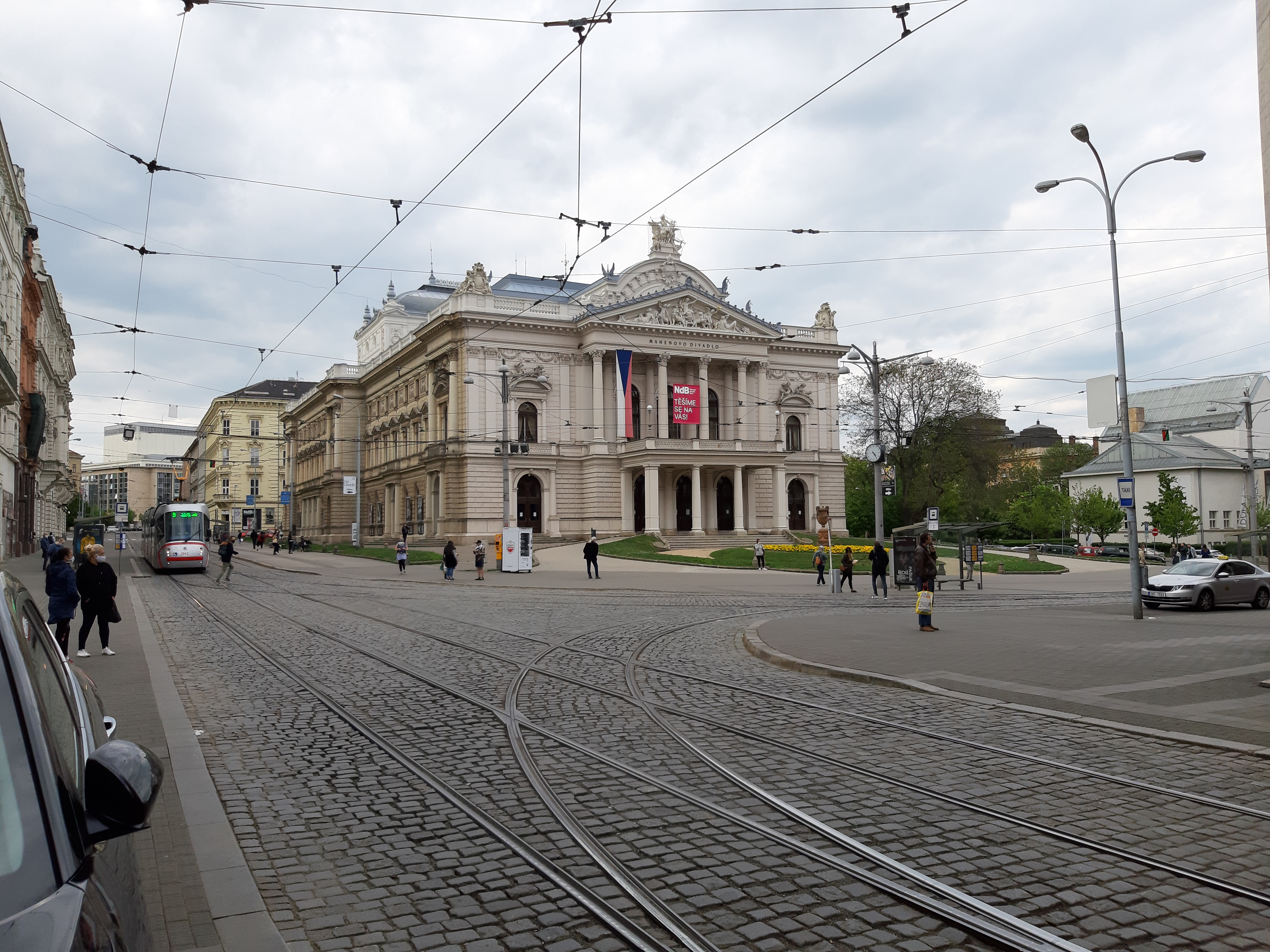
TĚŠÍME SE NA VÁS! - Mahenovo divadlo v časech pandemie k-viru.

Po požáru tehdejšího Městského divadla Reduta na Zelném trhu roku 1870 bylo nutné postavit novou scénu, a tak byla v roce 1882 dokončena stavba nového německého Městského divadla Na hradbách (dnes Mahenova divadla).
Ačkoli bylo nutno během stavby měnit dispozice, byla stavba dokončena velmi rychle - od započetí stavby do otevření divadla za necelých 17 měsíců. V průběhu výstavby se vyskytly nové okolnosti, kdy bylo nutné vyrovnat se s neblahými zkušenostmi získanými při požárech tří evropských divadel toho roku - na jaře divadla ve francouzském Nice, v srpnu pak sotva otevřeného Národního divadla v Praze a pak zejména nejhůře postiženého Okružního divadla ve Vídni. Aby se brněnské divadlo vyvarovalo podobných tragických eventualit, musely být mimo plány pořízeny další nové východy a postavena dvě nová postranní schodiště. Další pozdržení způsobilo odvážné a na svou dobu smělé rozhodnutí: nahradit navržené plynové osvětlení zcela novým (pouze tři roky starým!) vynálezem Thomase Alvy Edisona - elektrickými žárovkami. Projekt elektroinstalace provedli sám legendární Edison a jeho laboratoř v New Jersey, elektroinstalaci pak pařížské a vídeňské firmy.
Provoz divadla byl zahájen 14. listopadu 1882 uvedením Beethovenovy předehry a scénické hudby Egmont (na motivy Johanna Wolfganga von Goethe). Po vzniku Československa roku 1918 divadlo přešlo do českých rukou (pod názvem Divadlo na hradbách) a jeho prvním dramaturgem se stal brněnský spisovatel a dramatik Jiří Mahen, jehož jméno dnes divadlo (od roku 1965) nese.
Až do postavení nového Janáčkova divadla v roce 1965 sloužilo dnešní Mahenovo divadlo převážně opernímu souboru. V tomto divadle bylo např. poprvé uvedeno šest oper Leoše Janáčka a také světová premiéra baletu Romeo a Julie Sergeje Prokofjeva. Od roku 1965 je Mahenovo divadlo mateřskou scénou činoherního souboru Národního divadla v Brně a svá představení zde hrají i ostatní soubory NDB. Činohra Národního divadla v Brně je jedním z nejstarších divadelních souborů v České republice, profesionálně působí od roku 1884. Nad hledištěm visí lustr původně vyrobený pro posledního íránského šáha Muhammada Rezu Pahlavího.

## Architektura
Plány dnešního Mahenova divadla dodala proslulá vídeňská firma Fellner a Helmer, vlastněná architekty Ferdinandem Fellnerem a Hermannem Helmerem, podobně jako pro řadu jiných evropských divadel. Samotnou stavbu však provedl brněnský městský stavitel Josef Arnold za řízení architekta J. Nebehostenyho. Divadlo je postaveno ve eklektickém slohu, který je kombinací novorenesance, neobaroka a neoklasicismu. 
Na sochařské výzdobě se podílel brněnský sochař a kameník Franz Dressler.
Původní počet sedadel byl po řadě úprav snížen z původních 1195 na dnešních pohodlných 572.
Roku 1936 byla pražskou firmou Českomoravská Kolben-Daněk provedena rozsáhlá rekonstrukce jeviště, při níž byly instalovány těžké jevištní vozy (dělená podlaha jeviště, mosty a otáčivé jeviště), díky nimž se divadlo tehdy stalo nejmoderněji technicky vybaveným divadlem v Československu.

## Zajímavosti
Brno, v době otevření divadla město čítající sto tisíc obyvatel, postavilo první divadlo na evropském kontinentu vybavené elektrickým žárovkovým osvětlením. Ve městě přitom dosud nebyla plošně zavedena elektřina, takže jen pro potřeby divadla musela být postavena malá elektrárna. Autor projektu elektrického osvětlení, T. A. Edison, navštívil Brno až o dvacet pět let později, aby zhlédl jím navržené dílo. Části Edisonovy původní elektroinstalace jsou vystaveny v malé expozici ve foyeru divadla. 

## Interiér

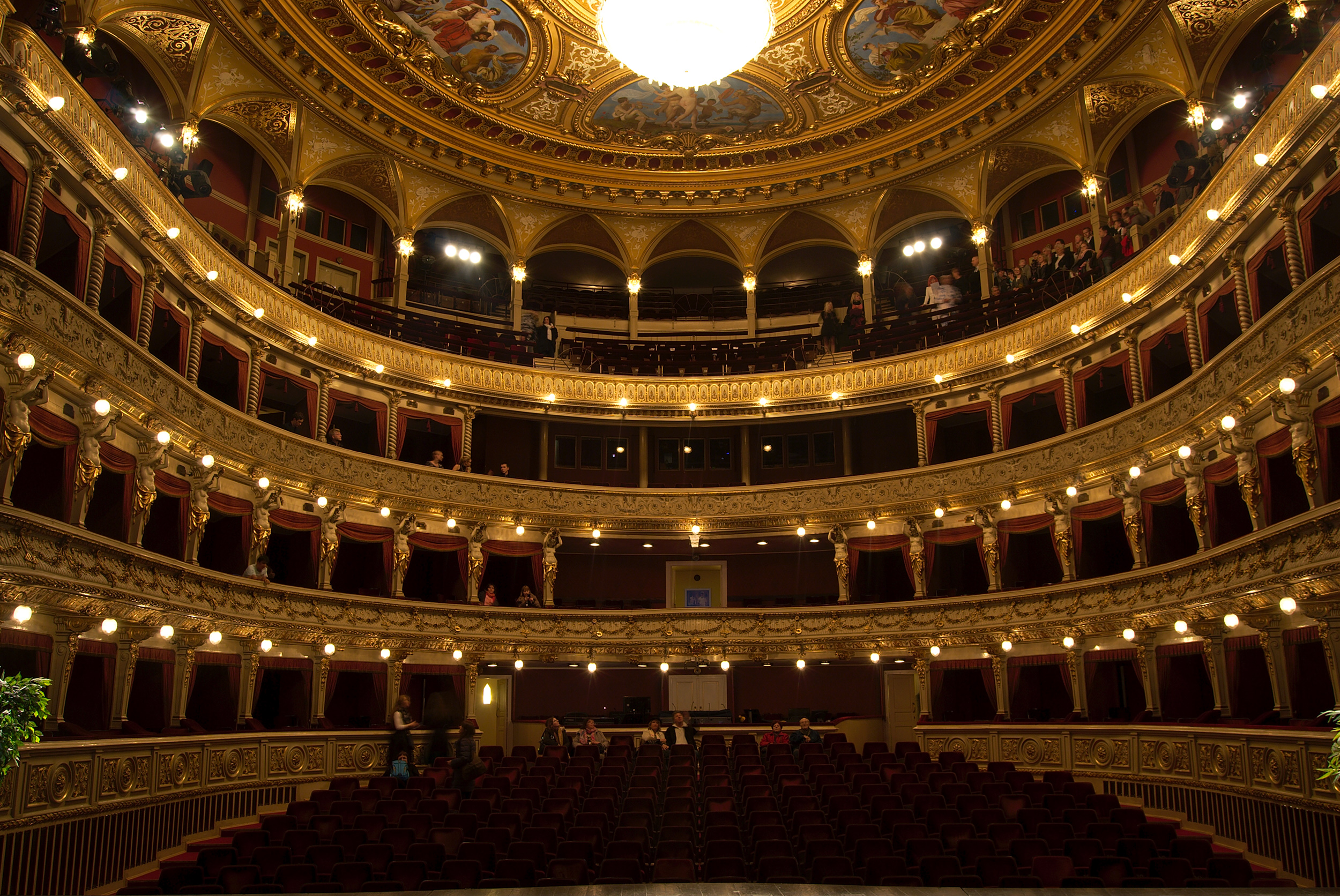
Hlediště Mahenova divadla.
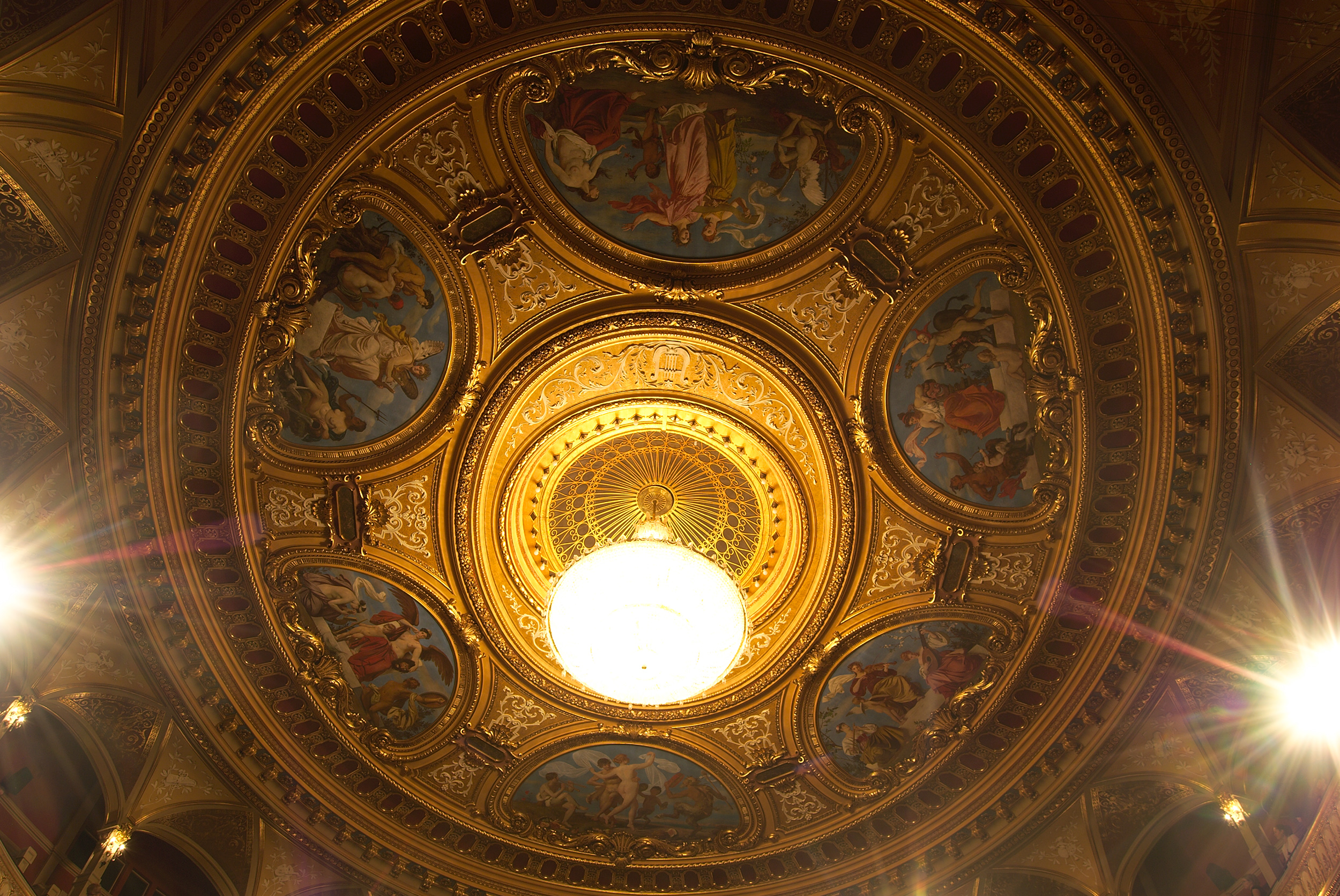
Strop nad hledištěm Mahenova divadla.
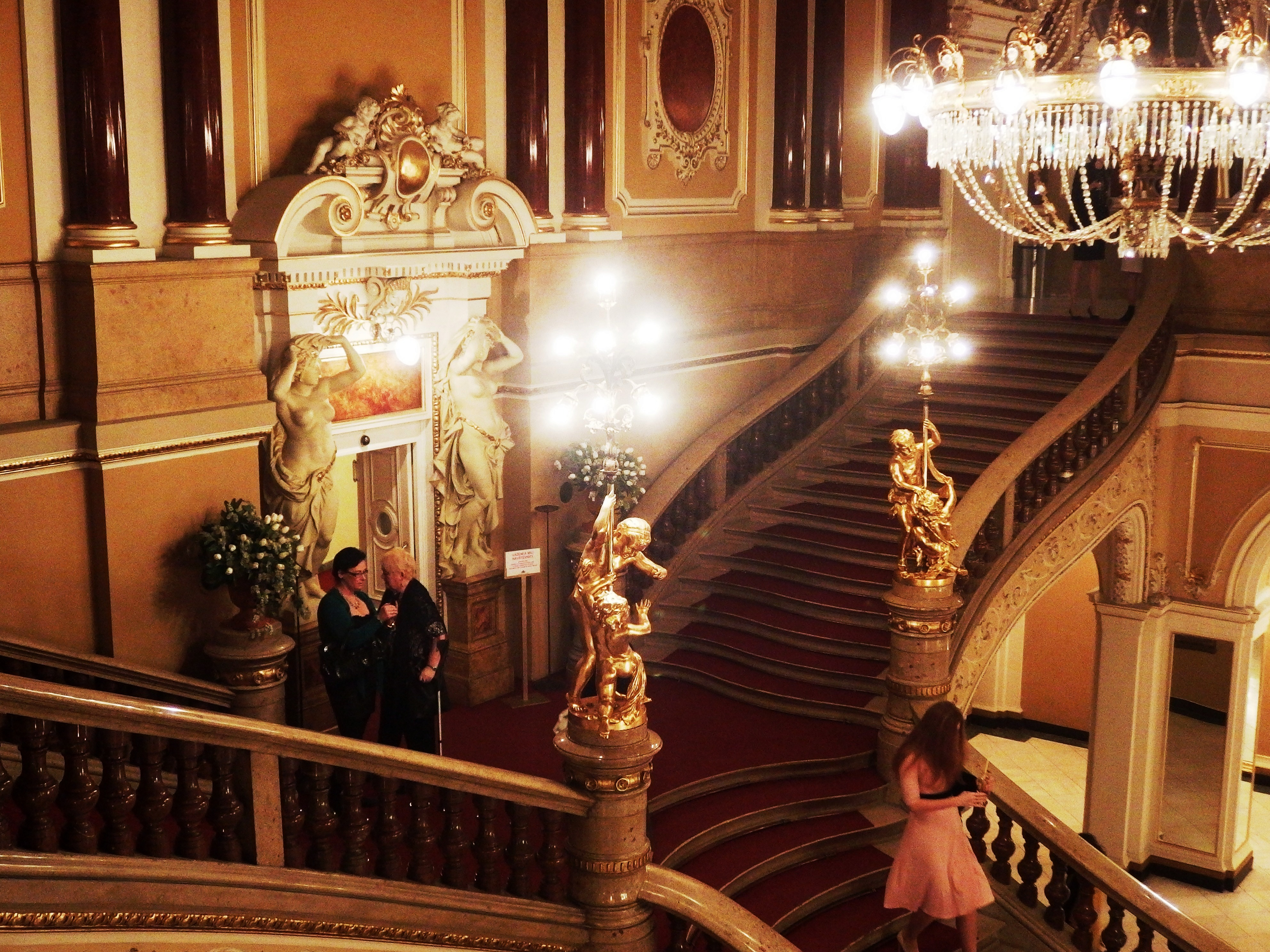
Schodiště v interiéru divadla.
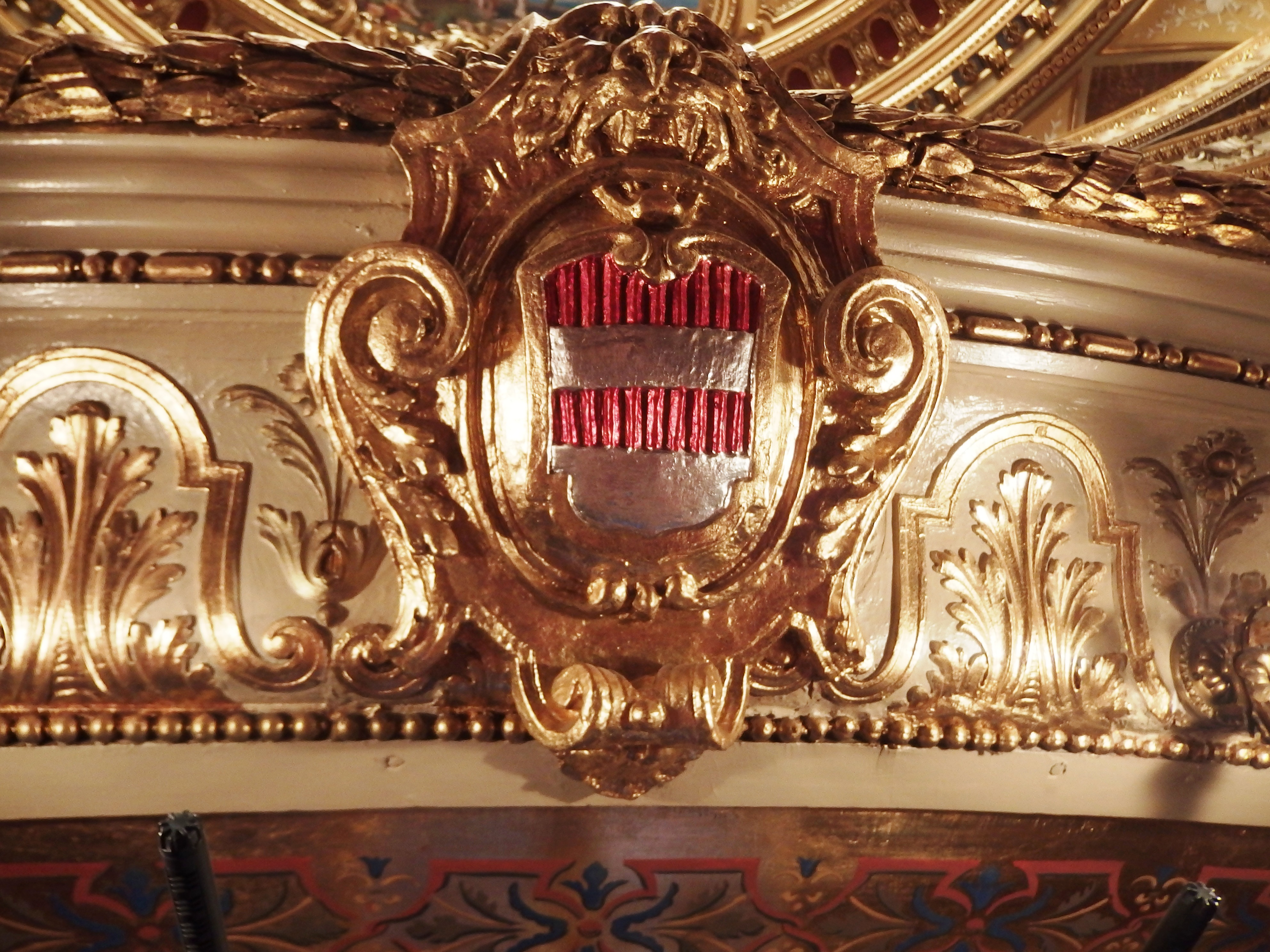
Brněnský městský znak.